# Agência Espacial Brasileira

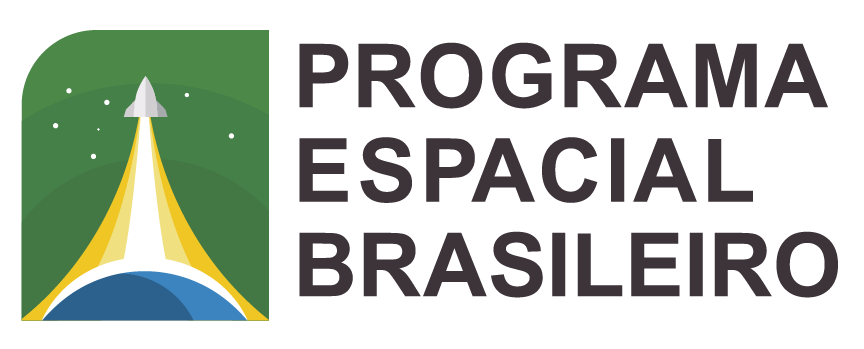
Marca do Programa Espacial Brasileiro

Agência Espacial Brasileira (AEB) é a autarquia do Ministério da Ciência, Tecnologia e Inovação responsável pelo programa espacial do Brasil. Ela opera um espaçoporto em Alcântara, Maranhão, e uma base de lançamento espacial na Barreira do Inferno, Rio Grande do Norte. A agência deu ao país um papel de destaque no setor aeroespacial na América do Sul e tecnicamente fez do Brasil um parceiro do projeto da Estação Espacial Internacional (EEI). Anteriormente, o programa espacial esteve sob o controle dos militares brasileiros; ele foi transferido para o controle civil em 10 de fevereiro de 1994.
A AEB participa ativamente na disseminação da conhecimento científico no Brasil, colaborando com olimpíadas de conhecimento em diversas escolas e universidades do país, como a Olimpíada Brasileira de Astronomia e Astronáutica (OBA) e a Mostra Brasileira de Foguetes (MOBFOG), nas quais qualquer estudante pode participar.
A AEB sofreu um grande revés em 2003, quando a explosão de um foguete matou 21 técnicos. O Brasil lançou com sucesso o seu primeiro foguete ao espaço em 23 de outubro de 2004, a partir do Centro de Lançamento de Alcântara; foi um VSB-30 lançado em uma missão suborbital. Este lançamento foi seguido por vários outros bem sucedidos.
Em 30 de março de 2006, o astronauta Marcos Pontes tornou-se o primeiro brasileiro e lusófono a ir ao espaço, onde ficou na EEI por uma semana. Durante a sua viagem, Pontes realizou oito experimentos selecionados pela AEB. Ele pousou no Cazaquistão em 8 de abril de 2006, com a tripulação da Expedição 12.
A Agência Espacial Brasileira tem prosseguido uma política de desenvolvimento conjunto de tecnologia com programas espaciais mais avançados. Inicialmente, houve uma forte tentativa de cooperação com os Estados Unidos, mas depois de dificuldades em termos de transferência tecnológica, o Brasil tentou outros projetos, como parcerias com China, Índia, Rússia e Ucrânia. Desde novembro de 2007, a AEB publica a revista Espaço Brasileiro, com literatura científico-tecnológica pertinentes à ciência espacial.

## História

### Antecedentes

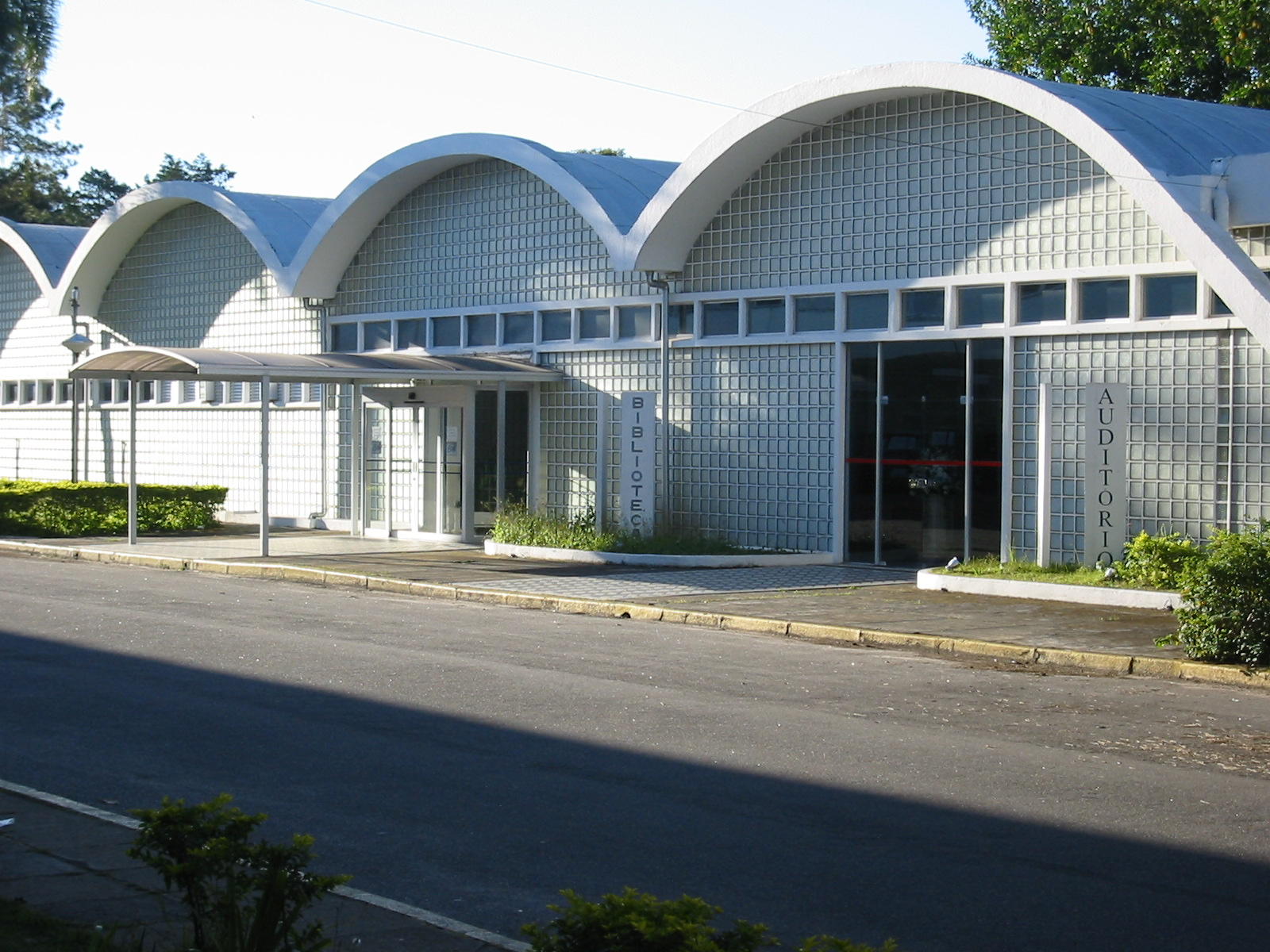
Biblioteca do Instituto Tecnológico de Aeronáutica

O então presidente Jânio Quadros em 1960 estabeleceu uma comissão que elaborou um programa nacional para a exploração espacial. Em decorrência deste trabalho, em agosto de 1961 formou-se o Grupo de Organização da Comissão Nacional de Atividades Espaciais (GOCNAE), funcionando em São José dos Campos, no estado de São Paulo. Seus pesquisadores participavam de projetos internacionais nas áreas de astronomia, geodésia, geomagnetismo e meteorologia.
O GOCNAE foi em abril de 1971 substituído pelo Instituto de Pesquisas Espaciais, atualmente denominado Instituto Nacional de Pesquisas Espaciais (INPE). Desde a criação do então Centro Técnico de Aeronáutica (CTA), o atual Departamento de Ciência e Tecnologia Aeroespacial (DCTA), da Força Aérea Brasileira, em 1946, o País vem acompanhando os progressos internacionais no setor aeroespacial.
Com a criação do Instituto Tecnológico de Aeronáutica (ITA), passou-se a dispor de uma instituição plenamente capacitada à formação de recursos humanos altamente qualificados em áreas de tecnologia de ponta. O DCTA, por meio do ITA e do Instituto de Aeronáutica e Espaço (IAE), desempenham uma função essencial na consolidação do programa espacial brasileiro. No início da década de 1970, foi criada a Comissão Brasileira de Atividades Espaciais (COBAE) - órgão vinculado ao então Estado-Maior General das Forças Armadas (EMFA) - com o objetivo de coordenar e acompanhar a execução do programa espacial.

### Criação

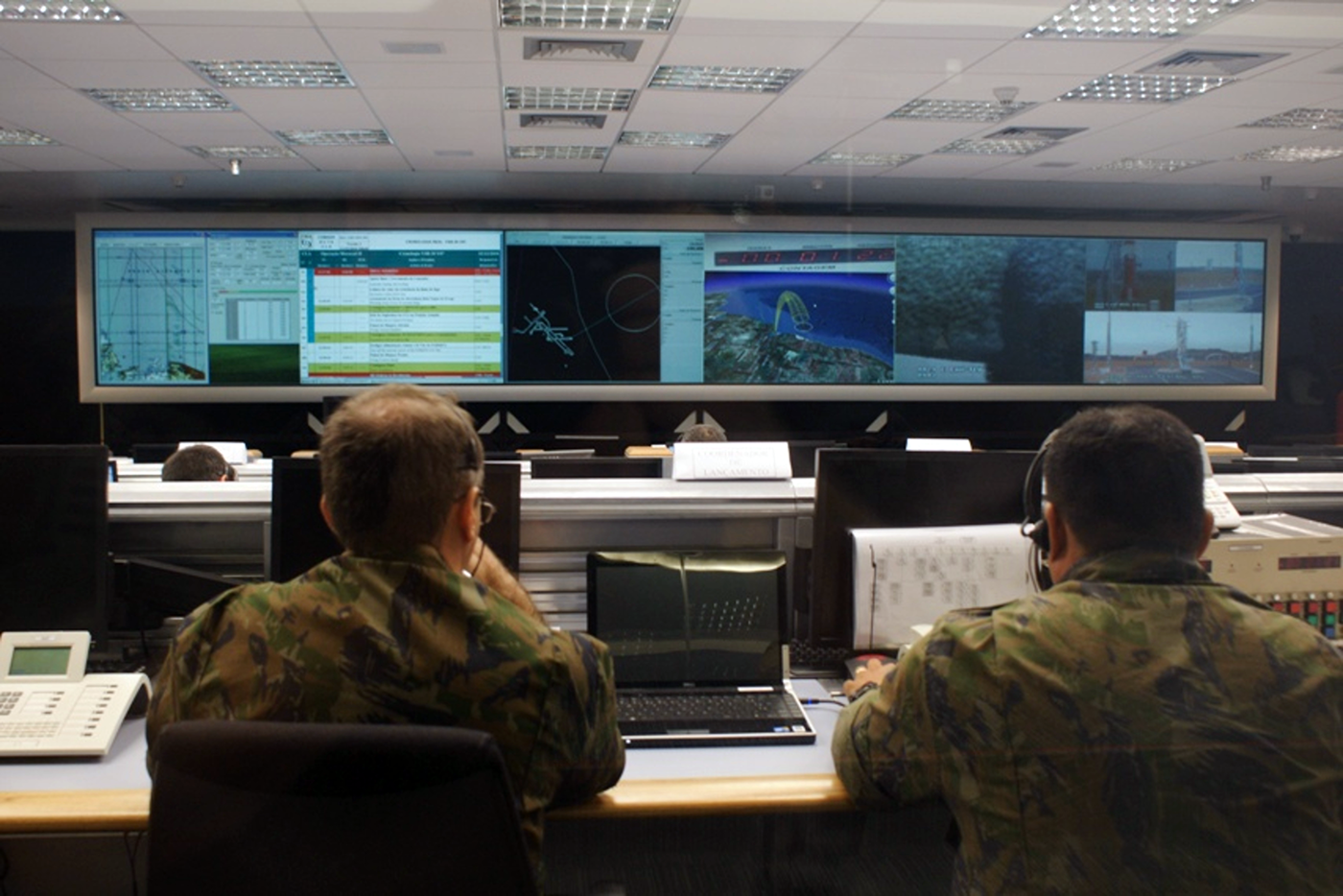
Sala de controle da AEB no Centro de Lançamento de Alcântara

Em 10 de fevereiro de 1994, o papel coordenador do COBAE foi transferido à Agência Espacial Brasileira, cuja criação representa uma mudança na orientação governamental, ao instituir um órgão de coordenação central do programa espacial, subordinado diretamente à Presidência da República. Com o objetivo de definir e executar a Política Nacional de Desenvolvimento das Atividades Espaciais (PNDAE), elaborar e atualizar os Programas Nacionais de Atividades Espaciais (PNAEs), a AEB foi criada como um órgão civil, com autonomia administrativa e financeira.
Em junho de 1996, foi instituído o Sistema Nacional de Desenvolvimento das Atividades Espaciais (Sindae), que consolidou o papel de liderança da AEB na estrutura do programa espacial brasileiro (PEB). O Sindae inclui o INPE, o CLA, o CBLI e o IAE, além do Departamento de Ciência e Tecnologia Aeroespacial (DCTA). O Sistema também conta com centros de ensino superior, como a Universidade de Brasília, Universidade Federal de Minas Gerais e o Instituto Tecnológico de Aeronáutica), e empresas privadas, como a Alcoa e a Avibras.

## Centros de lançamento

### Alcântara
2° 20′ S, 44° 24′ O

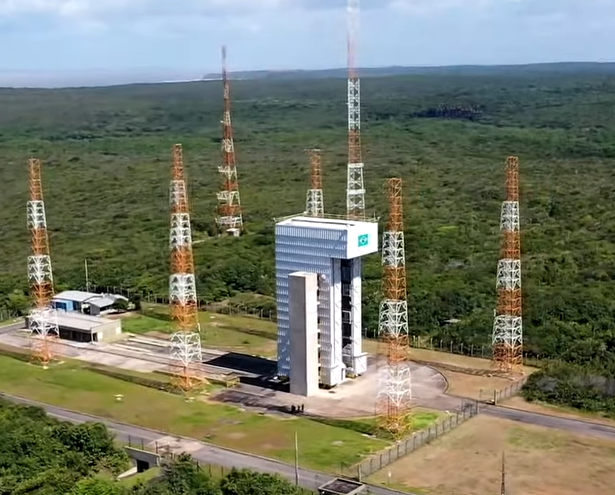
Centro de Lançamento de Alcântara

O Centro de Lançamento de Alcântara é o principal espaçoporto e o centro operacional da Agência Espacial Brasileira. Ele está localizado no município de Alcântara, no Maranhão. Esta região apresenta alguns requisitos excelentes para este tipo de instalação, como baixa densidade populacional, excelentes condições de segurança e facilidade de acesso aéreo e marítimo.
A construção da base começou em 1982. O primeiro lançamento ocorreu em 21 de fevereiro de 1990, quando o foguete de sondagem Sonda 2 XV-53 foi lançado. Em 22 de agosto de 2003, a explosão do terceiro VLS-1 (XV-03) matou 21 pessoas.
É considerado o centro de lançamento mais bem localizado do mundo por sua proximidade com a linha do equador — Alcântara é a base de lançamento de foguetes mais próxima do equador — e por estar ao lado do oceano, o que permite que veículos sejam lançados para todos os tipos de órbita. Estas características dão ao local de lançamento uma vantagem significativa no lançamento de satélites geoestacionários.

### Barreira do Inferno
5° 55′ 30″ S, 35° 09′ 47″ O

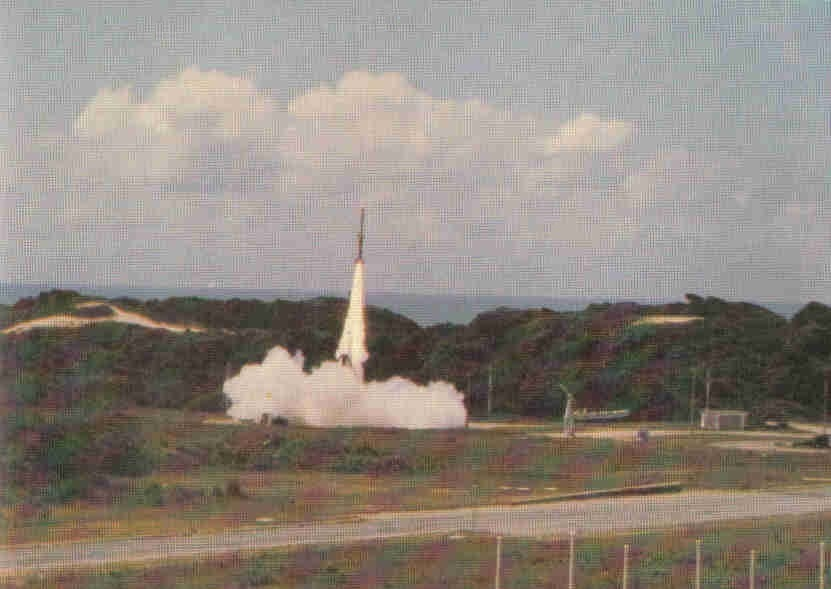
Centro de Lançamento da Barreira do Inferno

O Centro de Lançamento da Barreira do Inferno é uma base de lançamento espacial da AEB. Ele está localizado no município de Parnamirim, Rio Grande do Norte.
Foi o primeiro centro de lançamento a ser inaugurado, em 1965, e conta com antenas de telemetria e radar. É usado principalmente para lançar foguetes-sonda, que não ultrapassem 1 tonelada e 10 metros de comprimento, e apoiar o Centro de Lançamento de Alcântara

## Veículos de lançamento

### Sonda

Foguetes usados pela AEB

Os foguetes da família Sonda foram os primeiros foguetes fabricados no Brasil, lançados a partir do Centro de Lançamento da Barreira do Inferno, no estado do Rio Grande do Norte. Os conhecimentos adquiridos com esses foguetes serviram de base para a criação dos motores que iriam compor os estágios do futuro Veículo Lançador de Satélites.
Os foguetes dessa família, são foguetes de sondagem utilizados em missões sub-orbitais de exploração do espaço, capazes de lançar cargas úteis compostas por experimentos científicos e tecnológicos.
O projeto atendia aos dois principais objetivos do planejamento criado pelo GTEPE desde 1964, que eram: criar uma base para lançamento de foguetes de sondagem no Brasil e construir foguetes localmente. Primeiro em parceria com os estrangeiros e paulatinamente envolvendo a indústria privada Brasileira.

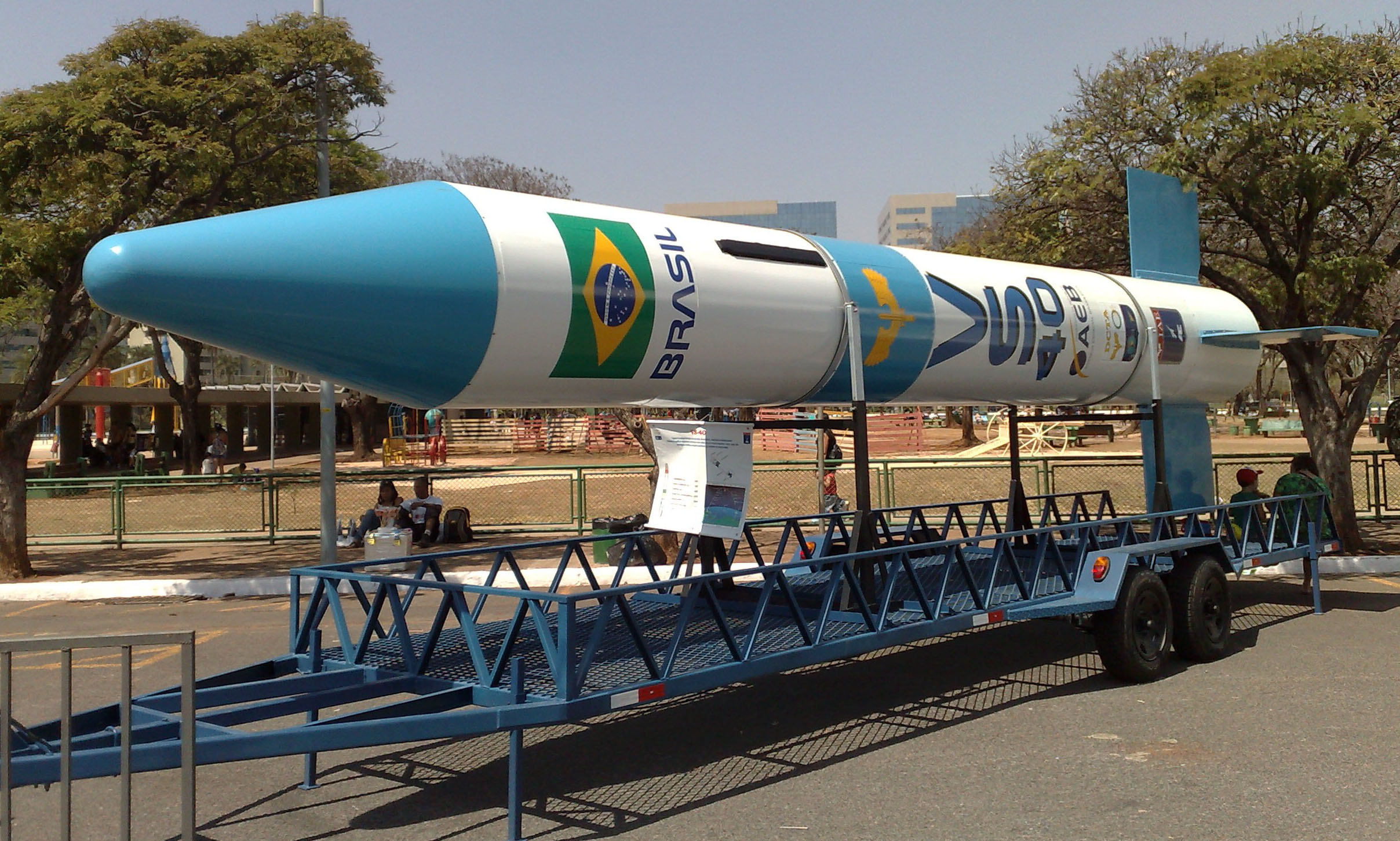
Foguete VS-40

A Agência Espacial Brasileira operou uma série de foguetes-sonda:
- Sonda I
- Sonda II
- Sonda III
- Sonda IV
- VSB-30
- VS-30
- VS-40
- VS-50 (projetado, irá utilizar o novo S-50 motor de foguete)

### VLS

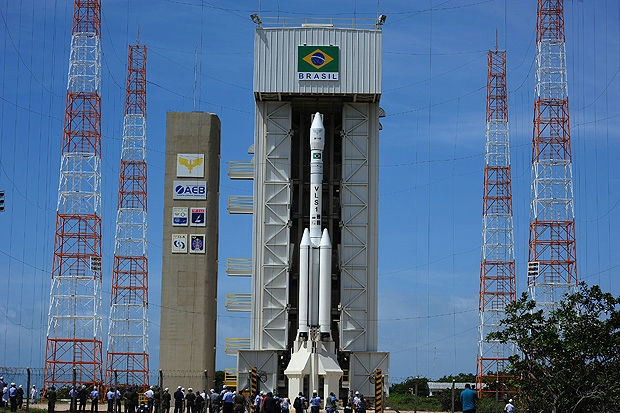
VLS-1 no CLA

O Veículo Lançador de Satélites (VLS) é o principal veículo de lançamento de satélites da Agência Espacial Brasileira. É um foguete de quatro estágios composto por um núcleo e quatro motores.
A primeira fase tem quatro motores a combustíveis sólidos provenientes dos foguetes-sonda da série Sonda. A intenção é implantar satélites de 100 a 380 kg em órbitas de 200 a 1 200 km, ou implantar cargas de 75 a 275 kg em 200 a 1 000 km da órbita polar.
Os três primeiros protótipos do veículo não conseguiram ser lançados, com a explosão na plataforma de lançamento, em 2003, que resultou na morte de 21 pessoas que trabalhavam para a AEB.

### VLM
O Veículo Lançador de Microssatélite (VLM), baseado no motor do foguete S50, está sendo projetado para lançar satélites de até 150 kg em órbitas circulares de 250 a 700 km. Vai ser um foguete de três estágios e deverá lançar a missão SHEFEX III pelo Centro Aeroespacial Alemão (DLR) em 2016.

## Satélites
A AEB mantém uma série de satélites em órbita, como aqueles voltados para imagens de inteligência, reconhecimento e observação da Terra.
| Satélite            | Origem                                  | Tipo                                                            | Operacional | Status              |
| SCD1                | Brasil                                  | Observação da Terra                                             | 1993-       | Ativo               |
| SCD2                | Brasil                                  | Observação da Terra                                             | 1998-       | Ativo               |
| CBERS-1             | Brasil / China                          | Observação da Terra                                             | 1999-2003   | desativado          |
| CBERS-2             | Brasil / China                          | Observação da Terra                                             | 2003-2007   | desativado          |
| CBERS-2B            | Brasil / China                          | Reconhecimento                                                  | 2007-2010   | desativado          |
| CBERS-3             | Brasil / China                          | Observação da Terra                                             | 2013        | Falha no lançamento |
| CBERS-4             | Brasil / China                          | Observação da Terra                                             | 2014-       | Ativo               |
| SGDC-1              | Brasil / França                         | Telecomunicações                                                | 2017-       | Ativo               |
| Amazônia-1          | Brasil                                  | Plataforma Multimissão                                          | 2021-       | Ativo               |
| Flora Hiperspectral | Brasil / Estados Unidos                 | Plataforma Multimissão                                          | 2016        | Planejado           |
| CBERS-4A            | Brasil / China                          | Observação da Terra                                             | 2019-       | Ativo               |
| LATTES-1            | Brasil / China / Estados Unidos / Japão | Clima espacial (EQUARS) e telescópio espacial de raio X (MIRAX) | 2017        | Planejado           |
| SABIA-Mar 1         | Brasil / Argentina                      | Plataforma Multimissão                                          | 2017        | Planejado           |
| CLE-1               | Brasil                                  | Órbita terrestre baixa                                          | 2018        | Planejado           |
| Amazônia-1B         | Brasil                                  | Plataforma Multimissão                                          | 2018        | Planejado           |
| GEOMET-1            | Brasil                                  | Observação da Terra                                             | 2018        | Planejado           |
| AST-1               | Brasil                                  | Órbita terrestre baixa                                          | 2019        | Planejado           |
| SABIA-Mar 1B        | Brasil / Argentina                      | Plataforma Multimissão                                          | 2019        | Planejado           |
| SGDC-2              | Brasil                                  | Telecomunicações                                                | 2019        | Planejado           |
| Amazônia-2          | Brasil                                  | Plataforma Multimissão                                          | 2020        | Planejado           |
| SAR-1               | Brasil                                  | Observação da Terra                                             | 2020        | Planejado           |
| AST-2               | Brasil                                  | Observação da Terra                                             | 2020        | Planejado           |

## Voos espaciais tripulados

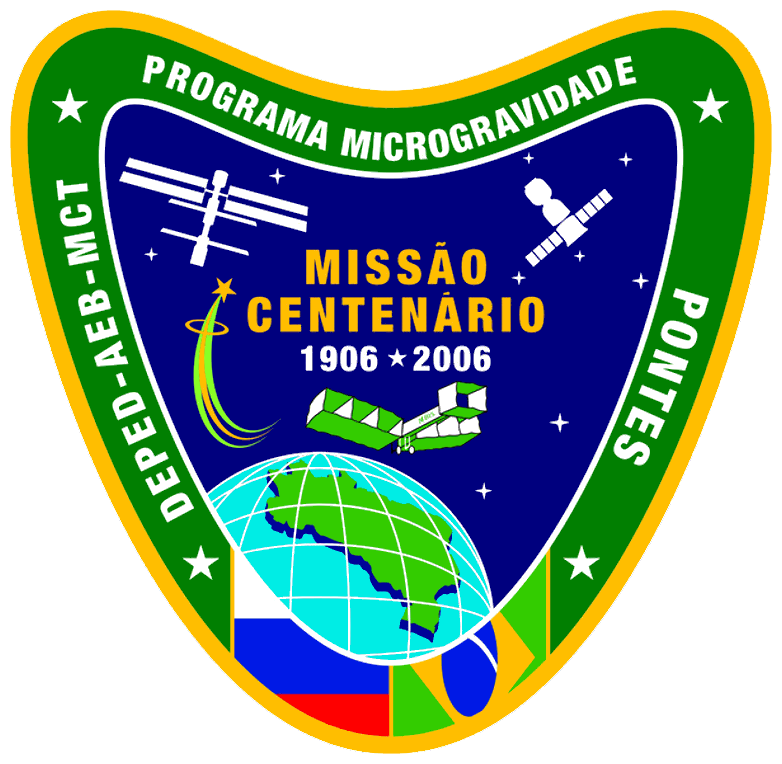
Insígnia da Missão Centenário, com heráldica alusiva ao 14 Bis.

Marcos Pontes, um tenente-coronel da Força Aérea Brasileira, foi o primeiro astronauta brasileiro e lusófono, lançado com a tripulação da Expedição 13, a partir do Cosmódromo de Baikonur, no Cazaquistão, em 29 de março de 2006, a bordo de uma nave espacial Soyuz TMA. Pontes atracou à Estação Espacial Internacional (ISS) em 31 de março de 2006, onde viveu e trabalhou durante 9 dias. Ele retornou à Terra com a tripulação da Expedição 12, aterrissando no território cazaque em 8 de abril de 2006. Pontes foi Ministro da Ciência do Governo Jair Bolsonaro e exerce o mandato de Senador.
|  | Nome          | Função                 | Tempo no espaço | Data do lançamento  | Missão                                    | Insígnia da missão | Status  |
|  | Marcos Pontes | Especialista de missão | 9d 21h 17m      | 30 de março de 2006 | Soyuz TMA-8 Missão Centenário Soyuz TMA-7 |                    | Inativo |

## Cooperação internacional

### China
O Satélite Sino-Brasileiro de Recursos Terrestres, ou CBERS (sigla em inglês), é a denominação de um programa de cooperação tecnológica entre China e Brasil, para a produção de uma série satélites de observação da Terra, que ficaram conhecidos internacionalmente por esta sigla.

### Estação Espacial Internacional

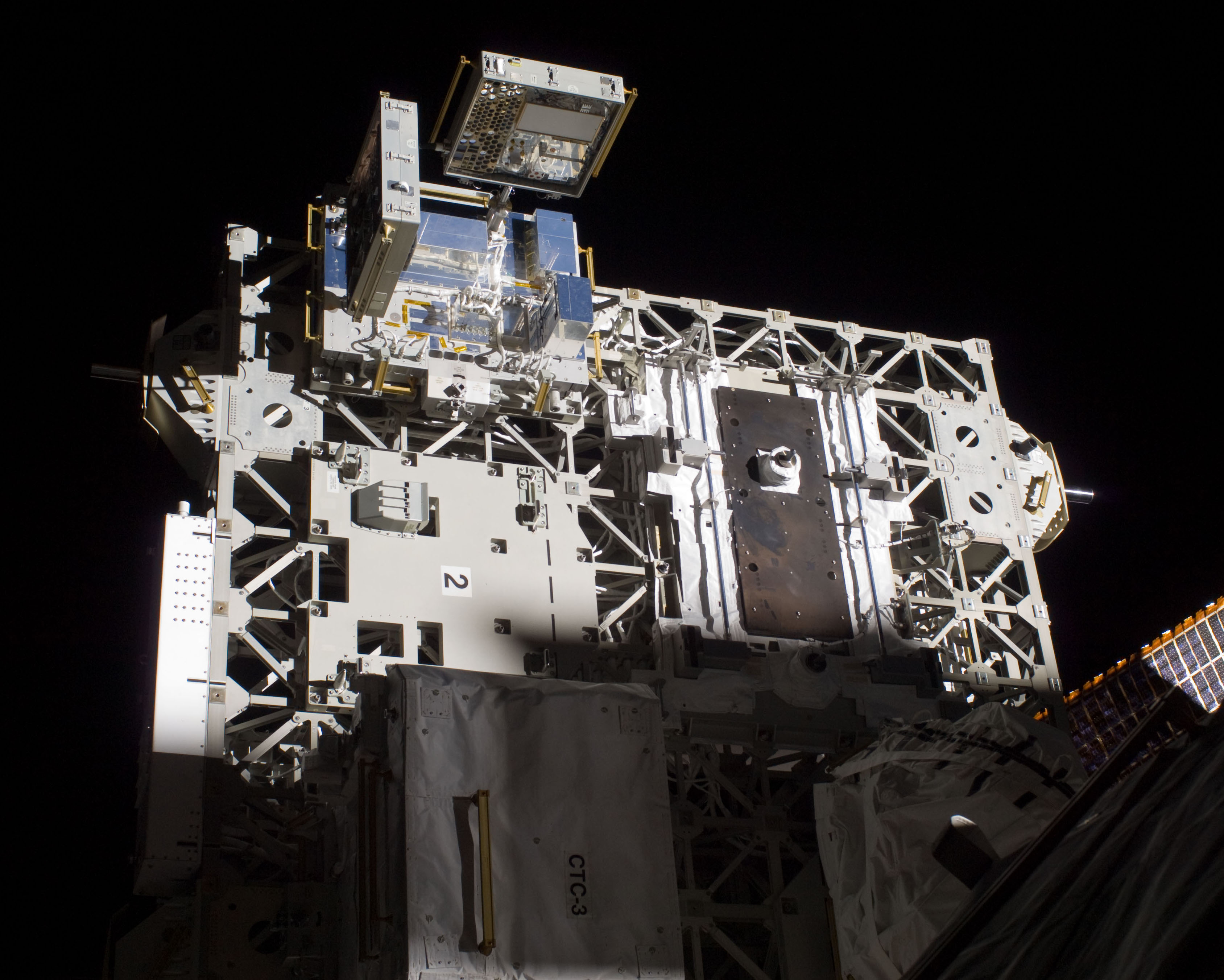
Transportadora de Logística Expressa (Express Logistics Carrier) da Estação Espacial Internacional

A Agência Espacial Brasileira é parceira bilateral da NASA na Estação Espacial Internacional (EEI). O acordo para o projeto, desenvolvimento, operação e uso de equipamentos de voo e cargas úteis desenvolvidos no Brasil para a EEI foi assinado em 1997. Incluía o desenvolvimento de seis itens, entre os quais estão uma Janela de Observação para Pesquisa e uma Instalação de Experimentos de Tecnologia. Em troca, a NASA forneceria ao Brasil acesso às instalações da EEI em órbita, bem como uma oportunidade de voo para um astronauta brasileiro. No entanto, devido a questões de custo, o subcontratado Embraer não conseguiu fornecer o prometido e o Brasil deixou o programa em 2007. No entanto, como um compromisso, a NASA financiou pequenos componentes brasileiros para o Express Logistics Carrier-2 (Transportadora de Logística Expressa-2) para a EEI, que foram instalados em 2009.

### Ucrânia
Em 21 de outubro de 2003, a Agência Espacial Brasileira e a Agência Espacial do Estado da Ucrânia estabeleceram um acordo de cooperação que criou uma joint venture espacial chamada Alcantara Cyclone Space. A nova empresa iria se concentrar no lançamento de satélites a partir do Centro de Lançamento de Alcântara, usando o foguete Cyclone-4. A empresa deveria investir 160 milhões de dólares em infraestrutura para a nova plataforma de lançamento, que seria construída em Alcântara.
Em julho de 2015, o Brasil informou à Ucrânia que romperia o tratado assinado entre os dois países para lançar de Alcântara o foguete Cyclone 4. A decisão foi tomada por questões de viabilidade comercial, três anos depois que a presidente Dilma Rousseff recebeu o diagnóstico do Ministério da Ciência, Tecnologia e Inovação, que apontava que o projeto não geraria os lucros projetados com o lançamento comercial de satélites a partir de Alcântara. O orçamento inicial do programa era de 1 bilhão de reais e o governo brasileiro investiu 500 milhões de reais no projeto.

### Japão
Em 8 de novembro de 2010, o Instituto Nacional de Pesquisas Espaciais (INPE) e a Agência Japonesa de Exploração Aeroespacial (JAXA) assinaram uma carta de intenções a respeito do Programa de Redução de Emissões por Desmatamento e Degradação Florestal nos Países em Desenvolvimento (REDD+). Exemplos da cooperação incluem o monitoramento da exploração madeireira ilegal na floresta tropical Amazônica, utilizando dados de satélite ALOS da JAXA. Tanto o Brasil quanto o Japão são os membros do projeto Global Precipitation Measurement.

### Rússia
A Agência Espacial Brasileira previa uma nova família de veículos de lançamento, em cooperação com a Agência Espacial Federal Russa. Os cinco foguetes da família Cruzeiro do Sul têm base na série de foguetes russos Angara. O programa será conduzido conjuntamente pelo Comando-Geral de Tecnologia Aeroespacial e pela Agência Espacial Brasileira, em parceria com a Rússia. Porém, o projeto encontra-se praticamente congelado.

### América do Sul
Em 2011 o ministro da defesa da Argentina, Arturo Puricelli, fez uma proposta ao ministro brasileiro, Celso Amorim, para a criação de uma agência espacial sul-americana unificada até o ano de 2025, nos moldes da Agência Espacial Europeia.

### NASA
Em 21 de outubro de 2020, o Brasil foi convidado pelos Estados Unidos para participar do Programa Artemis da NASA. Em 15 de junho de 2021, o país aderiu oficialmente ao programa ao assinar os Acordos de Artemis com os Estados Unidos e parceiros internacionais, para a exploração conjunta da Lua a partir de 2024 e Marte e além na década de 2030. Os papéis do Brasil incluem o desenvolvimento de um robô lunar nacional para uso em futuras missões.

### BRICS
Em 18 de agosto de 2021, a AEB assinou acordos de cooperação com as agências espaciais dos BRICS (Brasil, Rússia, Índia, China e África do Sul), para o desenvolvimento conjunto de uma constelação de satélites de sensoriamento remoto, visando ajudar nos desafios comuns para a humanidade, como as mudanças climáticas, os grandes desastres e a proteção ambiental. As estações terrestres localizadas em Cuiabá, no Brasil; região de Moscou, na Rússia; Shadnagar–Hyderabad, na Índia; Sanya, na China; e Hartebeesthoek, na África do Sul, receberão dados da constelação de satélites.

## Organização

### Presidentes

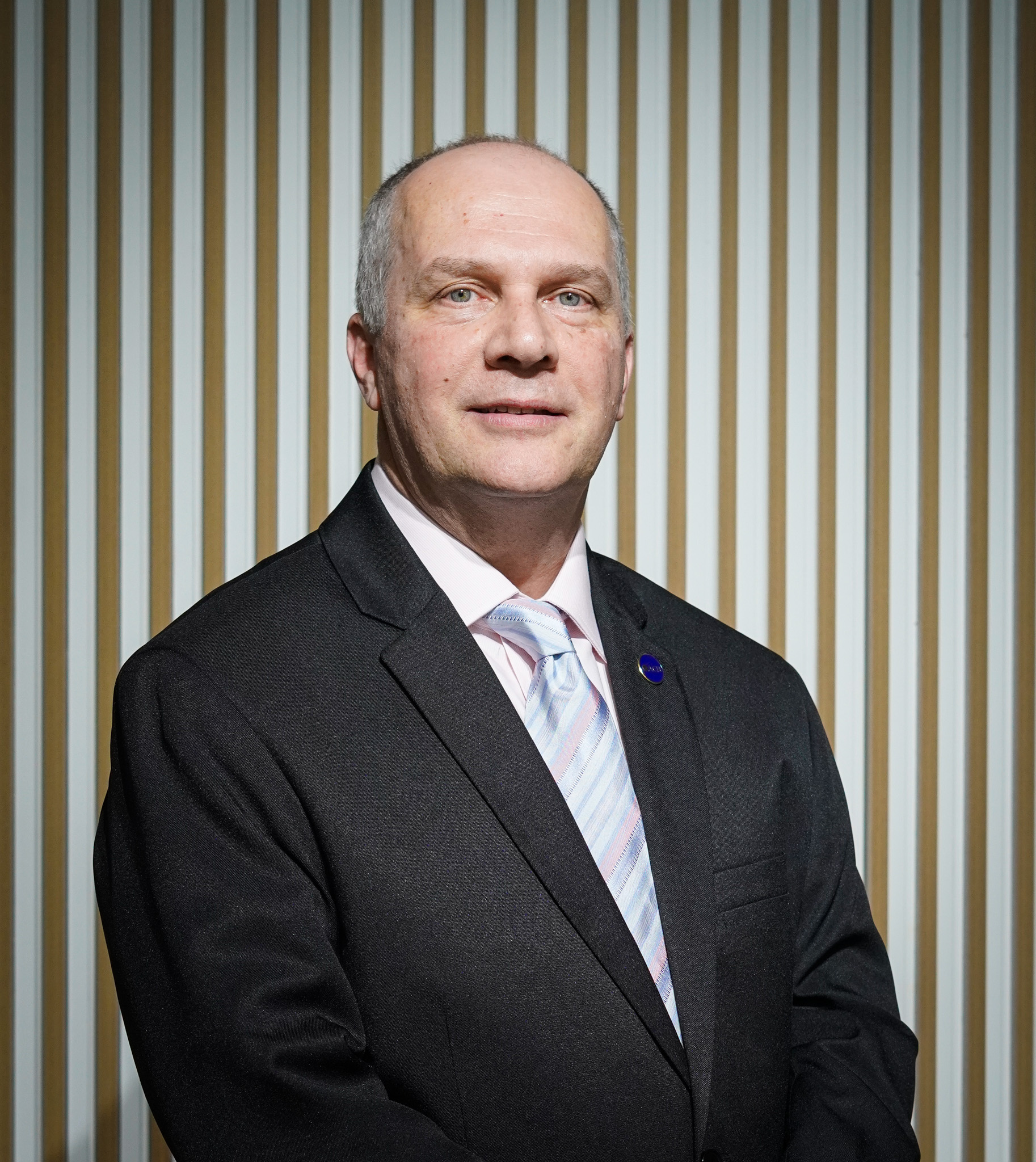
Marco Chamon, o atual presidente da AEB

1. Luiz Gylvan Meira Filho (1994 - 2001)
2. Múcio Roberto Dias (2001 - 2002)[56]
3. Luiz Bevilacqua (2002 - 2004)
4. Sergio Gaudenzi (2004 - 2007)
5. Carlos Ganem (2008 - 2011)[57]
6. Marco Antonio Raupp (2011 - 2012)[58]
7. José Raimundo Coelho (2012 - 2019)[59]
8. Carlos Augusto Teixeira de Moura (2019 - 2023)
9. Marco Antonio Chamon (2023 - atualmente)[1]

### Orçamento
Por ser um órgão do governo federal a AEB recebe seus fundos do orçamento da união aprovado pelo congresso brasileiro. A tabela a seguir detalha o orçamento federal concedido a AEB ao longo dos anos para prosseguir programas de desenvolvimento de tecnologia, programas de exploração do espaço humano e monitoramento terrestre.
| Ano  | Previsto (Em Milhões de Reais) | Executado (Em Milhões de Reais) | Referência |
| ---- | ------------------------------ | ------------------------------- | ---------- |
| 2016 | 159,64                         | 62,03                           | [ 60 ]     |
| 2017 | 296,61                         | 84,27                           | [ 61 ]     |
| 2018 | 182,72                         | 107,48                          | [ 62 ]     |
| 2019 | 181,57                         | 100,59                          | [ 63 ]     |
| 2020 | 204,76                         | -                               |            |